# Zielenogradsk-Nowyj
Zielenogradsk-Nowyj (ros. Зеленоградск-Новый) – czołowa stacja kolejowa w miejscowości Zielenogradsk, w rejonie zielenogradskim, w obwodzie królewieckim, w Rosji. Stacja krańcowa linii z Królewca i do Swietłogorska.

## Historia
Stacja powstała w okresie przynależności tych terenów do Niemiec. Nosiła wówczas nazwę Cranz.